# 勃利县高级中学
勃利县高级中学是一所三年制普通高中，坐落于勃利县学府路80号。又名勃利五中。拥有笃学楼、励志楼、英才楼三栋教学楼和办公楼、实验楼、学生公寓、教师公寓、体育馆、图书馆（不对学生开放）等配套设施 。现任校长许亚山。建校于1981年，是勃利县地区的最高学府，也是勃利县普通高等学校招生全国统一考试的唯一考点。

## 学校历史
勃利县高级中学成立于1981年。曾经是黑龙江省重点高中，后因经营不善，学生升学率下降和学生素质下滑被取消。